# 小岩郵便局
小岩郵便局（こいわゆうびんきょく）は東京都江戸川区にある郵便局。民営化前の分類では集配普通郵便局であった。

## 概要
住所：〒133-8799 東京都江戸川区南小岩8-1-10

### 分室
分室はなし。過去に存在した分室は以下のとおり。
- 小岩郵便局分室[1] - 1957年（昭和32年）に廃止。

## 沿革
- 1921年（大正10年）9月6日 - 東京府南葛飾郡小岩村に三等郵便局として開局[2]。
- 1926年（大正15年）7月26日 - 電話交換業務を開始[3]。
- 1937年（昭和12年）11月1日 - 等級を三等から二等に改定[4]。
- 1945年（昭和20年）2月1日 - 江戸川区小岩町二丁目に分室を設置[5]。
- 1956年（昭和31年）12月1日 - 電話通話事務の取扱を開始[6]。
- 1957年（昭和32年）2月25日 - 和文電報受付事務の取扱を開始。
- 1957年（昭和32年）11月4日 - 分室を廃止。
- 1980年（昭和55年）10月 - 局舎新築落成。
- 1998年（平成10年）9月1日 - 外国通貨の両替および旅行小切手の売買に関する業務取扱を開始。
- 2007年（平成19年）10月1日 - 民営化に伴い、併設された郵便事業小岩支店に一部業務を移管。
- 2012年（平成24年）10月1日 - 日本郵便株式会社の発足に伴い、郵便事業小岩支店を小岩郵便局に統合。
- 2016年（平成28年）2月1日 - ゆうゆう窓口の24時間営業を廃止。

## 取扱内容
- 郵便、印紙、ゆうパック、内容証明
- 貯金、為替、振替、振込、国際送金、外貨両替、国債、投資信託
- 生命保険、バイク自賠責保険、自動車保険
- ゆうちょ銀行ATM
- 江戸川区内の一部地域（〒133-xxxx）の集配業務
- ゆうゆう窓口

## 周辺
- 小岩警察署
- 江戸川女子中学校・高等学校
- 江戸川
- 新中川

## アクセス
- JR総武本線 小岩駅から南東へ約800m（徒歩約9分）
- 京成バス 小岩郵便局停留所下車
- 首都高速7号小松川線 一之江出入口から北へ約3.5km、同中央環状線 平井大橋出入口から北東へ約4km、京葉道路 篠崎ICから北西へ約3.5km
- 国道14号沿い